# Молоток сварщика
Молоток сварщика (шлакоотбойный молоток) предназначен для удаления брызг и образовавшегося в процессе сварки шлака и применяется сварщиками для таких задач, как: зачистка сварочного шва, снятие капель расплавленного металла, внесение незначительных изменений в форму заготовки.

## Устройство
Молоток сварщика состоит из пружинной, смягчающей во время удара отдачу в руку ручки, также имеет кольцо для крепления молотка на поясе во время работы с другими инструментами. Боёк молотка состоит из пики и зубила для эффективного удаления шлака и зачистки сварочного шва.